# Ploceus olivaceiceps
El tejedor cabeciverde (Ploceus olivaceiceps) es una especie de ave paseriforme de la familia Ploceidae. Es propia de África, pudiendo ser encontrada en Malawi, Zambia, Tanzania y Mozambique. Su hábitat natural son los bosque secos tropicales y subtropicales. Está amenazada por la destrucción de su hábitat.